# اس جی
اس جی (به انگلیسی: SG) یک برند سیگار ایجاد شده در استادو نوو (پرتغال) است؛ که در حال حاضر توسط آلتریا تولید می‌شود. مالک فعلی این برند آلتریا است. این برند در دهه 1950s پایه‌گذاری گردید.